# Jean-Pierre Marie Lavalette du Verdier
Pour les articles homonymes, voir Lavalette.
Jean Pierre Marie Lavalette du Verdier, né le 18 février 1767 à Bergerac (Périgord), mort le 19 avril 1804 à Saint-Domingue, est un général français de la Révolution et de l’Empire.

## États de service
Il entre en service en 1783, comme volontaire dans la marine, et il sert en Inde sous les ordres du général d’Entrecasteaux jusqu’en 1788. 
De retour en France, il reçoit une affectation pour Saint-Domingue en 1789. Il passe sous-lieutenant dans le régiment du Port-au-Prince en 1790, et en 1792, il devient aide de camp du général Canclaux. Il est nommé capitaine en 1793, chef de bataillon en 1796 et il est promu adjudant-général à l’armée des côtes de Brest, commandant de l’arrondissement de Lorient. Dénoncé comme contre révolutionnaire, il est destitué le 30 octobre 1797.
Il est remis en activité le 8 décembre 1799, et il est affecté à l’armée d’Angleterre. Fin 1801, il est envoyé à Saint-Domingue, et il se distingue à la prise de Fort Dauphin sous les ordres du général Clauzel le 1er décembre 1802.
Il est promu général de brigade provisoire le 18 janvier 1803, et commandant de la place de Port-au-Prince. Le 9 octobre suivant, il abandonne aux insurgés la ville, l’arsenal et les magasins sans combat, et il se retire sur le Môle-Saint-Nicolas. Réfugié à Santiago de Cuba, il reçoit l’ordre de rejoindre le général Ferrand à Santo-Domingo.
Il meurt le 19 avril 1804, à bord du brick « Sans-Pareil » lors de la traversée du Vieux canal de Bahama. 

## Sources
- (en) « Generals Who Served in the French Army during the Period 1789 - 1814: Eberle to Exelmans »
- Ulane Bonnel, La France, les États-Unis et la guerre de course (1797-1815), Nouvelles éditions latines, 1961
- Pamphile vicomte de Lacroix et Pierre Pluchon, La Révolution de Haïti, Karthala.
- A. de Laujon, Souvenirs de trente années de voyages à St-Domingue, Paris, Schwartz et Gagnot, 1835, p. 243.